# Münzfels
Der Münzfels – alternativ Has genannt – ist eine Felsformation und zugleich eine ehemalige Burganlage im Wasgau.

## Lage
Der Münzfels befindet sich im äußersten Westen der Gemarkung der Ortsgemeinde Leinsweiler im Bergsattel zwischen den beiden Kuppen des bis zu 485 Metern hohen Scharfenberg. Wenige Meter weiter westlich befindet sich die Gemarkungsgrenze zur Stadt Annweiler am Trifels. Im näheren Einzugsgebiet liegen die Ruinen der zur Trifelsgruppe gehörenden Burgen Scharfenberg und Anebos, zwischen denen sich der Münzfels auf halber Strecke befindet. In unmittelbarer Nachbarschaft befinden sich der Jungturm und etwas weiter weg der Bindersbacher Turm sowie der Burgstall Fensterfels.

## Geschichte

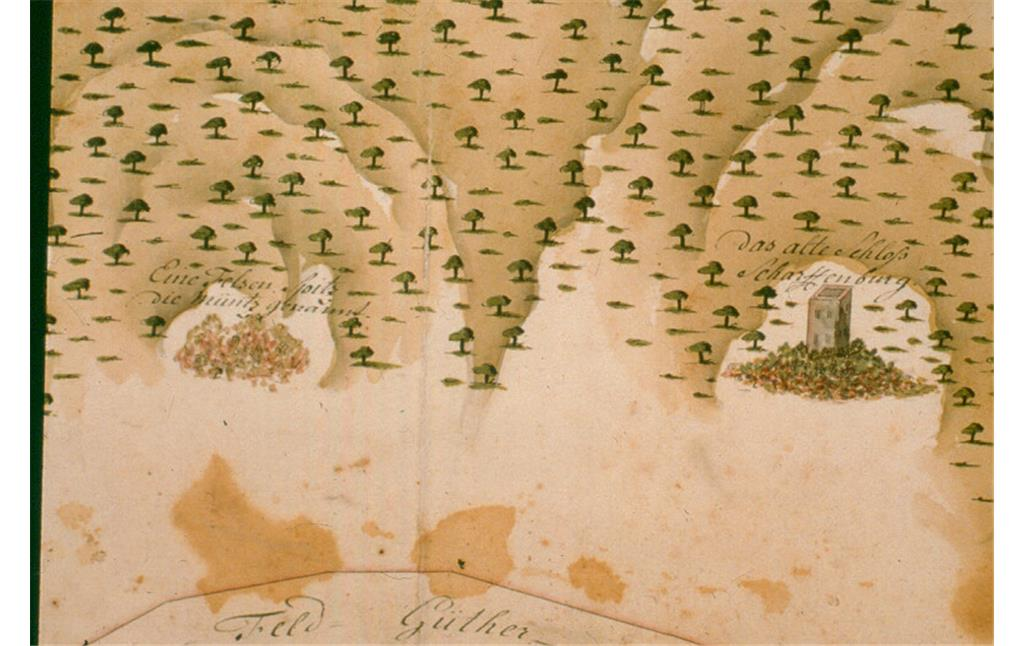
Karte von 1780

Im Mittelalter befand sich am Felsen eine Holzburg. Es lassen sich in seinem Bereich Gebäudespuren nachweisen, jedoch fehlen urkundlich gesicherte Quellen. So sind die beiden Namen von Burg beziehungsweise Fels neuzeitliche Schöpfungen. Der Begriff „Has“ – pfälzisch für Hase – kam aufgrund der Form des Felsen zustande. „Münzfels“ oder „Münz“ könnte auf die Existenz einer Münzprägeanstalt verweisen, andererseits ist eine Herleitung aus dem lateinischen Wort „munitio“ (deutsch: „Befestigung“) ebenso plausibel, was als „Vorburg“ interpretierbar ist.

## Tourismus
Der Felsen wird von Kletterern frequentiert. Der Prädikatswanderweg Pfälzer Weinsteig sowie der Saar-Pfalz-Weg, der die Kennzeichnung Schwarzer Punkt auf weißem Balken trägt und von Saarbrücken nach Rülzheim verläuft, führen an der Felsformation vorbei.